# Cantó de Murat (Cantal)
El cantó de Murat és un cantó francès del departament del Cantal, situat al districte de Sant Flor. Té 15 municipis i el cap és Murat.

## Municipis
- Alba Pèira e Bredòm
- Celles
- Chinargues
- La Chapelle-d'Alagnon
- Chastèl
- Chavanhac
- Cheylade
- Le Claux
- Dienne
- Laveissenet
- La Vaissièra
- La Vijariá
- Murat
- Neussargues-Moissac
- Virargues

## Història
| Data d'elecció                           | Identitat       | Partit                 | Qualitat |
| ---------------------------------------- | --------------- | ---------------------- | -------- |
| 1945-1968                                | Hector Peschaud | RPF, després CR o CNIP |          |
| 1968-1979                                | Antoine Tabayse | Divers gauche          |          |
| 1979-1992                                | Maurice Capelle | CNI                    |          |
| 1992-1998                                | Emmanuel Grèze  | RPR                    |          |
| 1998-                                    | Bernard Delcros | Divers droite          |          |
| les dades anteriors no són pas conegudes |                 |                        |          |
|                                          |                 |                        |          |